# 日本岡村
日本岡村（にほんおかむら）は、かつて新潟県中蒲原郡にあった村。1901年11月1日の合併によって消滅し、現在は新潟市東区の一部となっている。
以下の記述は合併直前当時の旧日本岡村に関しての記述であり、現在では名称等が異なる場合がある。なお、ここに記述されていない内容に関しては新潟市などの記事を参照。

## 沿革
- 1889年（明治22年）4月1日 - 町村制施行に伴い中蒲原郡一日市村、本所村、岡山村、中興野村、石動新田が合併し、日本岡村が発足。
- 1901年（明治34年）11月1日 - 中蒲原郡新松島村、三箇村と合併して、 大形村となり消滅。

## 地域
日本岡村は、合併した村名を継承する以下の大字で構成される。
一日市（ひといち）
1889年（明治22年）まであった一日市村の区域。現在の新潟市東区一日市。
本所（ほんじょ）
1889年（明治22年）まであった本所村の区域。現在の新潟市東区本所。
岡山（おかやま）
1889年（明治22年）まであった岡山村の区域。現在の新潟市東区岡山。
中興野（なかごうや）
1889年（明治22年）まであった中興野村の区域。現在の新潟市東区中興野。
石動（いするぎ）
1889年（明治22年）まであった石動新田の区域。現在の新潟市東区石動。